# سليمان العسكري
سليمان العسكري بك، والمعروف بشكل غير رسمي باسم سليمان العسكري باشا. (1884 في بريزرن، ولاية قوصوة – 14 أبريل 1915 في البرجسية البصرة هو ضابط عسكري خدم في الجيش العثماني من أصل شركسي، ومؤسس مشارك لـ المنظمة الخاصة في تركيا، وهي مجموعة متورطة في حرب العصابات.

## سيرته
سليمان العسكري هو ابن وهبي باشا، الذي خدم كقائد عسكري في أدرنة عام 1898 ثم في الأناضول، ولد سليمان عام 1884 في بريزرن. وتخرج من مكتب الأركان الحربية الشاهانية في عام 1902 ثم تخرج من الكلية العثمانية العسكرية في 5 نوفمبر 1905، وحصل على رتبة ممتاز يوزباشي.
انضم إلى جمعية الاتحاد والترقي وتزوج فديم هانم، وأنجبا ابنين هما فاطمة وديليك. وخلال ثورة تركيا الفتاة (1908)، صرح الملازم أول عاطف كامشيل أنه طلب بندقية من الوحدة التي يترأسها سليمان العسكري، بل وتشاور مع سليمان حول اغتيال شمسي باشا. كان العسكري صهر محمد نوري، الذي كان أقدم أصدقاء مصطفى كمال أتاتورك.
في عام 1909 رقي إلى رتبة كول آجاسي، وعُين في فوج الدرك في بغداد. وفي عام 1911 بعد أن غزت المملكة الإيطالية ولاية طرابلس ذهب إلى هناك وشارك في العمليات في بنغازي. وفي عام 1912 شارك في حروب البلقان كرئيس أركان لفرقة طرابزون رديف، ثم أصبح رئيس الأركان العامة خلال الحكومة المؤقتة (31 أغسطس 1913 - 25 أكتوبر 1913) التي تأسست في تراقيا الغربية. وفي 13 نوفمبر 1913، أصبح رئيسًا للمنظمة الخاصة العثمانية عندما تم تشكيلها رسميًا.
عند مشاركة الدولة العثمانية في الحرب العالمية الأولى إلى جانب ألمانيا، تم تعيينه قائداً عاماً للعراق في 20 ديسمبر 1914، بالإضافة إلى منصبه كرئيس للمنظمة. وقاد سليمان العثمانيين في معركة الشعيبة ضد البريطانيين لمنع دخولهم إلى الكوت، لكنه هزم وقُتل الآلاف من الجنود العثمانيين وانتحر سليمان بسلاحه بعد هزيمة القوات التي كانت تحت إمرته على يد الجيش البريطاني في 14 أبريل 1915.

## في الثقافة الشعبية
جسّد دوره الممثل التركي كعان طاشانر في المسلسل التلفزيوني التركي كوت العمارة، الذي بُثَّ على قناة تي آر تي 1 بين 2018-2019.

## وصلات خارجية
- سليمان العسكري على موقع أرشيف الشارخ.

- Fortna ، Benjamin C: Askerî Bey ، Süleymân ، in: 1914-1918-online. الموسوعة الدولية للحرب العالمية الأولى .